# هربرت لیوئی
هربرت لیوئی (انگلیسی: Herbert Leavey; زاده ۵ نوامبر ۱۸۸۶ – درگذشته ۱۹۵۴ (۶۷−۶۸ سال)) بازیکن فوتبال اهل بریتانیا بود.
از باشگاه‌هایی که در آن بازی کرده‌است می‌توان به باشگاه فوتبال ای‌اف‌سی بورنموث اشاره کرد.